# Mentides que expliquem
Mentides que expliquem (títol original en anglès, Lies We Tell) és una pel·lícula britànica de thriller i ficció criminal del 2017 dirigida per Mitu Misra i protagonitzada per Gabriel Byrne, Sibylla Deen i Harvey Keitel. És el debut com a director de Misra. S'ha doblat al català.